# محمدآباد خرزه (مقاطعة دهغلان)
محمدآباد خرزه (بالفارسية: محمدآباد خرزه) هي قرية تقع في قسم ايلان الشمالي الريفي (مقاطعة دهغلان) في إيران. يقدر عدد سكانها بـ 0 نسمة بحسب إحصاء 2016.